# أحمد حسن الباقوري
الشيخ أحمد حسن الباقوري (الأحد 14 ربيع الآخر 1325 هـ الموافق 26 مايو 1907 م - الثلاثاء 11 ذو الحجة 1405 هـ الموافق 27 أغسطس 1985 م) من مواليد قرية باقور التابعة لمركز أبوتيج بمحافظة أسيوط في مصر. تخرج في الأزهر الشريف، وأصبح من علمائه.

## عائلته
تزوج الشيخ الباقوري من ابنة الشيخ محمد عبد اللطيف دراز الذي كان وكيلا للأزهر الشريف، وقاد الأزهر في ثورة 1919 وخطب على منبري الأزهر والكنيسة القبطية.

## عمله على التقريب بين المذاهب الإسلامية
كان الشيخ الباقوري من دعاة التقريب بين المذاهب الإسلاميّة العاملين لها، يدعو إلى نشر كتب الشيعة للوقوف عليها بغية إزالة الخلاف بينهم وبين إخوانهم أهل السنة. من أقواله وكتاباته في التقريب بين المذاهب:
له بحوث كثيرة في مجال التقريب بين المذاهب.

## الباقوري والإخوان المسلمون
- للباقوري تاريخ حافل في العلم والسياسة؛ فقد انضم إلى حركة الإخوان المسلمين وهو طالب في الأزهر وكان أحد قيادات الإخوان وكان عضو مكتب الإرشاد وكان أحد المرشحين بقوة لخلافة الإمام حسن البنا وهو الذي وضع نشيد الإخوان الرئيسي الذي كان الإخوان يرددونه، «يا رسول الله هل يرضيك أن» بعد أن كلفه الإمام البنا بوضعه [3] وأصبح مرشد للإخوان بالإنابة بعد مقتل حسن البنا.[3]
- رشحه الإخوان في الانتحابات في دائرة القلعة قبل الثورة ضمن قائمة من مرشحي الإخوان [4]
- بعد ثورة 23 يوليو 1952، طلب رجال الثورة أن يرشحوا لهم أسماء للاشتراك في الوزارة، فرشَّح مكتب الإرشاد لهم ثلاثة من أعضاء الجماعة، ولكن جمال عبد الناصر ورجاله كانوا يريدون أسماء لها رنين وشهرة لدى الشعب المصري، من أمثال الشيخ أحمد حسن الباقوري، والشيخ محمد الغزالي؛ ولذا رفضوا ترشيح المرشد أو مكتب الإرشاد، وعرضوا وزارة الأوقاف بالفعل على الشيخ الباقوري، فقبل مبدئيًّا، وأبلغ الإخوان بذلك، فلم يمنعوه من القبول، ولكن اشترطوا عليه أن يستقيل من الجماعة.[5]

ترشح لعضوية مجلس الأمة، حصل على ثقة الحكومة، نجح في إدارة وزارة الأوقاف حتى عام 1959. أسس جمعية الشبان المسلمين. توفي أثناء علاجه في لندن في 27 أغسطس 1985.

## المؤهلات العلمية
- شهادة العالمية من الأزهر الشريف، عام 1932.
- التخصص في البلاغة والآداب، عام 1935.

## الوظائف التي تقلدها
- مدرس اللغة العربية وعلم البلاغة في معهد القاهرة الدينى، عام 1936.
- مراقب بكلية اللغة العربية.
- وكيل معهد أسيوط الدينى، عام 1947.
- وكيل معهد القاهرة الأزهرى الديني.
- شيخ المعهد الدينى في مدينة المنيا.
- عضوا في المجلس الأعلى لهيئة التحرير.
- وزير الأوقاف في ثورة يوليو 1952، ثم وزير الأوقاف في الجمهورية العربية المتحدة حتى عام 1959.
- مدير جامعة الأزهر، عام 1964.
- مستشار برئاسة الجمهورية.

## الهيئات التي ينتمى إليها
- عضو مجمع اللغة العربية
- عضو مجمع البحوث الإسلامية بالأزهر الشريف
- عضو المجلس الأعلى للأزهر.
- عضو المجلس الأعلى للشؤون الإسلامية
- عضو جامعة الشعوب العربية والإسلامية
- رئيس ومدير جمعية ومعهد الدراسات الإسلامية
- عضو المجلس القومى للتعليم والبحث العلمي والتكنولوجيا.
- عضو المجلس القومى للتعليم، شعبة التعليم الجامعى.
- عضو لجنة التعليم بالحزب الوطني
- عضو لجنة التنسيق بين الجامعات وأكاديمية البحث العلمى.
- مستشار اليونسكو، الشعبة القومية بالقاهرة.

## مؤلفاته وأبحاثه العلمية
- الإدراك المباشر عند الصوفية، 1949.
- سيكولوجية التصوف، 1950.
- دراسات في الفلسفة الإسلامية، 1958.
- ابن عطاء الله السكندري وتصوفه، 1958.
- ابن عباد الرفدى حياته ومؤلفاته، 1958.
- علم الكلام وبعض مشكلاته،  1966.
- الإسلام في إفريقيا، 1970.
- إخوان الصفا ودورهم في التفكير الإسلامي.
- مدخل إلى التصوف الإسلامي، 1974.
- الإسلام والفكر الوجودى المعاصر، 1978.
- العلاقة بين الفلسفة والطب عند المسلمين، 1981.
- وجوب استقلالية الثقافة المصرية بين التيارات الفكرية المعاصرة، 1984.

## أهم أعماله
- مع كتاب الله،
- مع الصائمين،
- مع القرآن حول جزء تبارك،
- علي إمام الأئمة،
- أثر القرآن الكريم في اللغة العربية، تقديم طه حسين، ط4، دار المعارف، القاهرة، 1987م
- كتاب «عروبة ودين» ويشتمل على موضوعات شتى تمثل خلاصة لمجموعة الخطب التي ألقاها في مناسبات مختلفة وفي حفلات عديدة
- «خواطر وأحاديث»
- «من أدب النبوة» وهو عبارة عن شرح من الناحيتين الشرعية واللغوية لحوالي مائتي حديث من الأحاديث النبوية.
- سعى في نشر كتاب «المختصر النافع» في فقه الإمامية،
- له تقديم لكتاب العلم يدعو للإيمان،
- وسائل الشيعة ومستدركاتها،
- له مذكرات نشرت بعد وفاته باسم مذكرات الدعوة والداعية وكتب في سيرته «روح وريحان من حياة داع ودعوة» لأحمد أنس الحجاجي،
- له مشاركة واسعة في المقالات الأدبية والدينية، والأحاديث في الإذاعة والتلفزيون،
- كتاب عن مصطفى كمال أتاتورك يكشف فيه عن تحقيق أحلام المستعمرين من هدم الدولة الإسلامية وتفتيت وحدتها على يد أتاتورك الذي كان معاديا للدين ومتلهفا على الحكم.

أما كتابه الذي نشر بعد وفاته عن مركز الأهرام للترجمة والنشر، الطبعة الأولى 1408هـ/1988م فهو "بقايا ذكريات". في هذا الكتاب يروي الباقوري أسرار وملابسات مشاركته في حركة الإخوان المسلمين التي أنشئت في الإسماعيلية عام 1927م وفي حركة طلاب الأزهر التي بدأت عام 1934م وفي ثورة يوليو 1952م.

## المؤتمرات التي شارك فيها
- مؤتمر فلسفة العصر الوسيط، بون، ألمانيا الغربية.
- مؤتمر التعليم الإسلامي، مكة، المملكة العربية السعودية 1978.
- مؤتمر السنة والسيرة، قطر 1980.
- مؤتمر الطب الإسلامي، الكويت 1981.
- مؤتمر الإسلام، فرنسا 1982.

## الجوائز والأوسمة
- جائزة الدولة التقديرية في العلوم الاجتماعية من المجلس الأعلى للثقافة، عام 1985.

## وصلات خارجية
- أحمد حسن الباقوري على موقع أرشيف الشارخ.
- الباقورى والوزارة، كتاب: «منهاج حسن البنا بين الثوابت والمتغيرات»، جمعة أمين

| سبقه محمد البهي | رئيس جامعة الأزهر 1964 -1969 | تبعه بدوي عبد اللطيف عوض |